# Na zdorovié, Shaniouchka !
Na zdorovié, Shaniouchka ! est la première histoire de la série de bande dessinée Lady S., écrite par Jean Van Hamme, dessinée et mise en couleurs par Philippe Aymond, publiée dans Le Journal de Spirou en 2004 et éditée en album par les éditions Dupuis dans la Collection Repérages en 2004.

## Résumé
Suzan Fitzroy est la fille adoptive d'un diplomate américain. Au cours d'une réception à l'ambassade américaine à Bruxelles, elle entend un serveur lui dire « Na zdorovié, Shaniouchka ! » Bouleversée, elle reconnaît la voix d'un compagnon de jeunesse : Anton Grivenko, qu'elle croyait disparu alors qu'ils fuyaient tous les deux la Russie. Elle reçoit un message de sa part, lui donnant rendez-vous dans un hôtel.
Elle se rappelle son passé : Estonienne, Shania Rivkas est la fille du chercheur Abel Rivkas, avec qui elle vivait en Carélie. Lorsque celui-ci est arrêté avec sa femme et sa fille pour dissidence par le KGB, il murmure à l'oreille de Shania le nom de James Fitzroy, diplomate qu'il a connu. Peu après, il fait diversion pour permettre à sa fille de s'échapper ; sa femme est abattue en voulant s'interposer. Shania est prise en charge par le jeune Anton Grivenko, qui l'initie au vol et au cambriolage. Ayant tué un officier acoquiné à la Mafia russe, ils doivent fuir en Finlande. C'est alors qu'Anton disparaît.
Shania prend l'identité d'une Néo-Zélandaise, Suzan McKenzie, effectue des études à Londres, puis écume la Côte-d'Azur. Elle rencontre par hasard les époux Fitzroy, puis les retrouve aux États-Unis, où ils l'inscrivent à l'université. James Fitzroy, l'ancien ami de son père, devient veuf et l'adopte. Suzan Fitzroy acquiert ainsi la nationalité américaine et devient la collaboratrice de son père adoptif.
À l'hôtel où Anton Grivenko lui a donné rendez-vous, son passé la rattrape lorsqu'un mystérieux maître-chanteur lui demande de travailler pour son organisation.

## Bande originale
Dans son blog, Philippe Aymond explique qu'il ne pourrait travailler sans musique et qu'à l'instar de Cosey pour sa série Jonathan, il a établi une liste des morceaux à écouter pour chaque séquence en lisant l'album, qui sont tous composés par Ennio Morricone dont il est un fervent admirateur:
- Ouverture : Metti una sera a cena (du film Mettons un soir à dîner)
- Dans la tempête : Un Organo nel vento (du film La Fidanzata del Bersagliere)
- Vlachov :  Viaggio (du film Mosca addio)
- Le Train : L'Ultimo treno della notte (du film La Bête tue de sang froid)
- Orion : Inchini ipocriti e disperazione (du film Malena)
- La Mort de Vlachov : Partenza (du film Mosca addio)
- Un Automne à Washington : Four friends (du film Les Incorruptibles)
- Prise au piège : Holocaust (du film Holocaust 2000 )

## Publication

### Dans des périodiques
Ce premier épisode de Lady S. est prépublié dans le Journal de Spirou du no 3456 du 7 juillet 2004 (avec illustration de couverture) au no 3462 du 18 août 2004,,

### En album
Na zdorovié, Shaniouchka !,
- Édition originale : 44 planches, soit 48 pages, 300 mm x 218 mm, 2004 (DL 10/2004)  (ISBN 2-8001-3608-1)
- Réédition :

Réédition, 4e plat différent avec 4 albums parus, 2008 (DL 03/2008)  (ISBN 978-2-8001-3608-0)
Réédition, 4e plat idem avec 5 albums parus, 2009 (DL 03/2009)  (ISBN 978-2-8001-3608-0)
Réédition, 4e plat différent avec 6 albums parus, 2010 (DL 04/2010)  (ISBN 978-2-8001-3608-0)
- Tirages limités :

Tirage limité : 44 pages, 750 exemplaires, avec un ex libris et un cahier de crayonnés, dos toilé noir, 2004 (DL 10/2004)  (ISBN 2-930215-53-4)
Tirage limité : Le Making Of, 1250 exemplaires hors commerce, 62 pages, comprend les 12 premières planches dans leur état final, les planches 13 à 28 encrées en noir et blanc, puis jusqu'à la planche 39 en crayonnés et accompagnées du script, avec un dossier de 10 pages contenant une partie du storyboard, des recherches de personnages et une courte biographie des auteurs, 2004 (DL 10/2004)  (ISBN 2-8001-3608-1)

## Sources
- Benoît Cassel, « Lady S. T1 : Na zdorovnié, Shanioushka ! », sur planetebd.com, Planète BD, 4 octobre 2004.
- J.P. Grimaud, « Lady S. 1. Na zdorovnié, Shaniouchka ! », sur bdgest.com, BD Gest', 2004.